# 変なホテル
変なホテル（へんなホテル、英称：Henn na Hotel）は、エイチ・アイ・エス (H.I.S.) グループが展開するホテル。2015年（平成27年）7月17日に長崎県佐世保市ハウステンボスに1号店がオープンし、以後全国に展開している。
「変なホテル」の「変な」とは「奇妙な」という意味ではなく、「変わり続けることを約束する」という意味である。
本項目では、首都圏・近畿圏などで同ブランドのホテルを運営するH.I.S.ホテルホールディングス株式会社についても記す。

## 概要
H.I.S.創業者でハウステンボス社長の澤田秀雄の肝いりで発足した「スマートホテルプロジェクト」の一環で誕生したホテルで、「滞在時の快適性」と「世界最高水準の生産性」を両立するローコストホテルを目指して建設された。2017年3月に2号店「変なホテル 舞浜東京ベイ」、8月に3号店「変なホテル ラグーナテンボス」とテーマパーク周辺に相次いで開業したあと、大都市圏中心に新規店舗の展開を進めている。2025年5月時点で国内21店舗、海外2店舗が運営中である。
最大の特徴は、生産性の向上（人件費の削減）を目的に、フロント業務や荷物運びなど、これまで人が担っていた業務のほとんどをロボットに任せていることで、「世界初のロボットホテル」としてギネス世界記録認定を受けた。ロボットは女性姿のもの、恐竜型、人形型、ポーターロボット、卓上ロボットなど館内に約80台を配備し、人間の従業員はベッドメークや監視カメラ要員など十数人のみ。人件費を抑えることでローコストでの宿泊価格を提供している。ロボット導入の他にも、顔認証システムでキーレス滞在を実現し、客室内の設備は設置されたタブレットで一括操作ができる。

## H.I.S.ホテルホールディングス
H.I.S.ホテルホールディングス株式会社（H.I.S. Hotel Holdings Co., Ltd.）は、H.I.S.グループのホテルを運営する企業。
当初はハウステンボスが直接運営する「変なホテル ハウステンボス」以外の「変なホテル」の展開のみを手がけていたが、2017年9月1日付でH.I.S.本体が有していたホテル事業部門を簡易吸収分割により承継し、H.I.S.グループのホテル事業全体を統轄する会社となった。
運営ブランド
- 変なホテル / 変なホテルエクスプレス / 変なリゾート&スパ - 変なホテルエクスプレスは、事前支払いと事前チェックインを行った後当日QRコードで最速10秒チェックインを実現したホテル。変なリゾート&スパは2024年11月から登場したブランドで、リゾートエリアにある温浴施設付きの施設。
- ウォーターマークホテル
- グアムリーフ&オリーブスパリゾート
- グリーンワールドホテル／ホステル
- リゾートホテル 久米アイランド
- 満天ノ 辻のや - 旧・辻のや花乃庄。親会社のエイチ・アイ・エスが手がける新規プロジェクト「ホテル・旅館再生支援」第一号。運営は当社が行う。
- ヴィソンホテルズ - 商業リゾート「VISON」内の「HOTEL VISON」と「旅籠ヴィソン」。当社と住友林業、アクアイグニスが出資するヴィソンホテルマネジメントが運営。

## 沿革
- 2015年（平成27年）
  - 1月27日 - ハウステンボスが次世代型ホテルの全貌を明らかにする[2]。
  - 7月15日 - 開業に先駆けて報道陣に公開[9][10]。
  - 7月17日 - 「変なホテル ハウステンボス」開業。
- 2016年（平成28年）3月15日 - 「変なホテル ハウステンボス」2期棟開業・グランドオープン
- 2018年（平成30年）12月21日 - 「変なホテル ハウステンボス」3期棟開業。合計客室数は200室に。
- 2021年（令和3年）
  - 8月1日 - 初の海外出店、「変なホテル ソウル 明洞」 開業
  - 9月1日 - 初の東北地方出店、「変なホテル 仙台 国分町」開業
  - 10月1日- 「変なホテル ニューヨーク」開業
- 2023年
  - 10月26日 - ハウステンボス株式会社の株式がPAG HTB Holdingsへ譲渡されたことに伴い、「変なホテル ハウステンボス」を「ホテルロッテルダム」の名称でリニューアル[11]。